# Равен Класен
Равен Класен (афр. Raven Klaasen) — південноафриканський тенісист, спеціаліст з парної гри, фіналіст турнірів Великого шолома.

## Значні фінали

### Фінали турнірів Великого шолома

#### Пари: 2 фінали
| Результат | Рік  | Турнір          | Поверхня | Партнер      | Супротивники                 | Рахунок                      |
| --------- | ---- | --------------- | -------- | ------------ | ---------------------------- | ---------------------------- |
| Поразка   | 2014 | Australian Open | Хард     | Ерік Буторак | Лукаш Кубот Роберт Ліндстедт | 3–6, 3–6                     |
| Поразка   | 2018 | Wimbledon       | Трава    | Майкл Вінус  | Майк Браян Джек Сок          | 3–6, 7–6(9–7), 3–6, 7–5, 5–7 |

### Підсумкові турніри року

#### Пари: 1 фінал
| Результат | Рік  | Турнір | Поверхня | Партнер   | Супротивники             | Рахунок          |
| --------- | ---- | ------ | -------- | --------- | ------------------------ | ---------------- |
| Поразка   | 2016 | Лондон | Хард (i) | Ражів Рам | Генрі Контінен Джон Пірс | 6–2, 1–6, [8–10] |

### Фінали турнірів серії Мастерс

#### Пари
| Результат | Рік  | Турнір         | Поверхня | Партнер      | Супротивники                | Рахунок               |
| --------- | ---- | -------------- | -------- | ------------ | --------------------------- | --------------------- |
| Перемога  | 2015 | Мастерс Шанхай | Хард     | Марсело Мело | Сімоне Болеллі Фабіо Фоніні | 6–3, 6–3              |
| Поразка   | 2016 | Мастерс Маямі  | Хард     | Ражів Рам    | П'єр-Юг Ербер Ніколя Маю    | 7–5, 1–6, [7–10]      |
| Перемога  | 2017 | Індіан-Веллз   | Хард     | Раджив Рам   | Лукаш Кубот Марсело Мело    | 6–7(1–7), 6–4, [10–8] |

## Фінали турнірів ATP

### Парний розряд: 42 (19 титулів, 23 поразки)
| Легенда                       |
| ----------------------------- |
| Турніри Великого шолома (0–2) |
| ATP World Tour Фінали (0–2)   |
| Тур ATP Мастерс 1000 (2–3)    |
| Тур ATP 500 (6–3)             |
| Тур ATP 250 (11–13)           |

| Фінали за покриттям |
| ------------------- |
| Тверде (15–15)      |
| Ґрунт (1–3)         |
| Трава (3–5)         |

| Фінали за типом корту  |
| ---------------------- |
| Відкритий корт (13–17) |
| Закритий корт (6–6)    |

| Результат | В-П   | Дата     | Турнір                                                 | Категорія    | Покриття   | Партнер          | Опоненти                                    | Рахунок                      |
| --------- | ----- | -------- | ------------------------------------------------------ | ------------ | ---------- | ---------------- | ------------------------------------------- | ---------------------------- |
| Поразка   | 0–1   | Лют 2013 | Open Sud de France, Франція                            | 250 Series   | Тверде (i) | Юган Брунстрем   | Марк Жікель Мікаель Льодра                  | 3–6, 6–3, [9–11]             |
| Перемога  | 1–1   | Тра 2013 | Open de Nice, Франція                                  | 250 Series   | Ґрунт      | Юган Брунстрем   | Хуан Себастьян Кабаль Роберт Фара           | 6–3, 6–2                     |
| Перемога  | 2–1   | Вер 2013 | Moselle Open, Франція                                  | 250 Series   | Тверде (i) | Юган Брунстрем   | Ніколя Маю Жо-Вілфрід Тсонга                | 6–4, 7–6(7–5)                |
| Перемога  | 3–1   | Вер 2013 | BMW Malaysian Open, Малайзія                           | 250 Series   | Тверде (i) | Ерік Буторак     | Пабло Куевас Орасіо Себальйос               | 6–2, 6–4                     |
| Поразка   | 3–2   | Січ 2014 | Відкритий чемпіонат Австралії з тенісу, Австралія      | Grand Slam   | Тверде     | Ерік Буторак     | Лукаш Кубот Роберт Ліндстедт                | 3–6, 3–6                     |
| Перемога  | 4–2   | Лют 2014 | U.S. National Indoor Championships, США                | 250 Series   | Тверде (i) | Ерік Буторак     | Боб Браян Майк Браян                        | 6–4, 6–4                     |
| Перемога  | 5–2   | Жов 2014 | Stockholm Open, Швеція                                 | 250 Series   | Тверде (i) | Ерік Буторак     | Трет Г'юї Джек Сок                          | 6–4, 6–3                     |
| Поразка   | 5–3   | Січ 2015 | Maharashtra Open, Індія                                | 250 Series   | Тверде     | Леандер Паес     | Лу Єнь-Сюнь Джонатан Маррей                 | 6–3, 7–6(7–4)                |
| Перемога  | 6–3   | Січ 2015 | ATP Auckland Open, Нова Зеландія                       | 250 Series   | Тверде     | Леандер Паес     | Домінік Інглот Флорін Мерджа                | 7–6(7–1), 6–4                |
| Поразка   | 6–4   | Лют 2015 | Delray Beach Open, США                                 | 250 Series   | Тверде     | Леандер Паес     | Боб Браян Майк Браян                        | 3–6, 6–3, [6–10]             |
| Поразка   | 6–5   | Тра 2015 | Geneva Open, Швейцарія                                 | 250 Series   | Ґрунт      | Лу Єн-Сун        | Хуан Себастьян Кабаль Robert Farah          | 5–7, 6–4, [7–10]             |
| Перемога  | 7–5   | Чер 2015 | Halle Open, Німеччина                                  | 500 Series   | Трава      | Ражів Рам        | Роган Бопанна Флорін Мерджа                 | 7–6(7–5), 6–2                |
| Поразка   | 7–6   | Жов 2015 | Malaysian Open, Малайзія                               | 250 Series   | Тверде (i) | Ражів Рам        | Трет Г'юї Генрі Контінен                    | 6–7(4–7), 2–6                |
| Перемога  | 8–6   | Жов 2015 | Japan Open, Японія                                     | 500 Series   | Тверде     | Марсело Мело     | Хуан Себастьян Кабаль Robert Farah          | 7–6(7–5), 3–6, [10–7]        |
| Перемога  | 9–6   | Жов 2015 | Мастерс Шанхай, КНР                                    | Masters 1000 | Тверде     | Марсело Мело     | Сімоне Болеллі Фабіо Фоніні                 | 6–3, 6–3                     |
| Поразка   | 9–7   | Кві 2016 | Відкритий чемпіонат Маямі з тенісу, США                | Masters 1000 | Тверде     | Ражів Рам        | П'єр-Юг Ербер Ніколя Маю                    | 7–5, 1–6, [7–10]             |
| Поразка   | 9–8   | Тра 2016 | Geneva Open, Швейцарія                                 | 250 Series   | Ґрунт      | Ражів Рам        | Стів Джонсон Сем Кверрі                     | 4–6, 1–6                     |
| Поразка   | 9–9   | Чер 2016 | Rosmalen Grass Court Championships, Нідерланди         | 250 Series   | Трава      | Домінік Інглот   | Мате Павич Майкл Вінус                      | 3–6, 6–3, [11–9]             |
| Перемога  | 10–9  | Чер 2016 | Halle Open, Німеччина (2)                              | 500 Series   | Трава      | Ражів Рам        | Лукаш Кубот Александер Пея                  | 7–6(7–5), 6–2                |
| Перемога  | 11–9  | Жов 2016 | Chengdu Open, КНР                                      | 250 Series   | Тверде     | Ражів Рам        | Пабло Карреньо Буста Маріуш Фирстенберг     | 7−6(7–2), 7−5                |
| Поразка   | 11–10 | Жов 2016 | Японія Open, Японія                                    | 500 Series   | Тверде     | Ражів Рам        | Марсель Гранольєрс Марцин Матковський       | 2–6, 6–7(4–7)                |
| Поразка   | 11–11 | Лис 2016 | Фінал ATP, Велика Британія                             | Tour Фінали  | Тверде (i) | Ражів Рам        | Генрі Контінен Джон Пірс (тенісист)         | 6–2, 1–6, [8–10]             |
| Перемога  | 12–11 | Лют 2017 | Delray Beach Open, США                                 | 250 Series   | Тверде     | Ражів Рам        | Трет Г'юї Максим Мирний                     | 7–5, 7–5                     |
| Перемога  | 13–11 | Бер 2017 | Indian Wells Open, США                                 | Masters 1000 | Тверде     | Ражів Рам        | Лукаш Кубот Марсело Мело                    | 6–7(1–7), 6–4, [10–8]        |
| Поразка   | 13–12 | Чер 2017 | Rosmalen Grass Court Championships, Нідерланди         | 250 Series   | Трава      | Ражів Рам        | Лукаш Кубот Марсело Мело                    | 3–6, 4–6                     |
| Won       | 14–12 | Лют 2018 | Open 13, Франція                                       | 250 Series   | Тверде (i) | Michael Venus    | Маркус Даніелл Домінік Інглот               | 6–7(2–7), 6–3, [10–4]        |
| Поразка   | 14–13 | Чер 2018 | Rosmalen Grass Court Championships, Нідерланди         | 250 Series   | Трава      | Michael Venus    | Домінік Інглот Франко Шкугор                | 6–7(3–7), 5–7                |
| Поразка   | 14–14 | Лип 2018 | Вімблдонський турнір, Велика Британія                  | Grand Slam   | Трава      | Michael Venus    | Майк Браян Джек Сок                         | 3–6, 7–6(9–7), 3–6, 7–5, 5–7 |
| Поразка   | 14–15 | Сер 2018 | Мастерс Канада, Канада                                 | Masters 1000 | Тверде     | Michael Venus    | Генрі Контінен Джон Пірс (тенісист)         | 2–6, 7–6(9–7), [6–10]        |
| Поразка   | 14–16 | Жов 2018 | Японія Open, Японія                                    | 500 Series   | Тверде (i) | Michael Venus    | Бен Маклахлан Ян-Леннард Штруфф             | 4–6, 5–7                     |
| Поразка   | 14–17 | Січ 2019 | Auckland Open, Нова Зеландія                           | 250 Series   | Тверде     | Michael Venus    | Бен Маклахлан Ян-Леннард Штруфф             | 3–6, 4–6                     |
| Поразка   | 14–18 | Тра 2019 | Мастерс Рим, Італія                                    | Masters 1000 | Ґрунт      | Michael Venus    | Хуан Себастьян Кабаль Robert Farah          | 1–6, 3–6                     |
| Перемога  | 15–18 | Чер 2019 | Halle Open, Німеччина (3)                              | 500 Series   | Трава      | Michael Venus    | Лукаш Кубот Марсело Мело                    | 4–6, 6–3, [10–4]             |
| Перемога  | 16–18 | Сер 2019 | Washington Open, США                                   | 500 Series   | Тверде     | Michael Venus    | Жан-Жульєн Роєр Горія Текеу                 | 3–6, 6–3, [10–2]             |
| Поразка   | 16–19 | Лис 2019 | ATP Фінали, Велика Британія                            | Tour Фінали  | Тверде (i) | Michael Venus    | П'єр-Юг Ербер Ніколя Маю                    | 3–6, 4–6                     |
| Поразка   | 16–20 | Лют 2020 | Dubai Tennis Championships, ОАЕ                        | 500 Series   | Тверде     | Олівер Марах     | Джон Пірс (тенісист) Michael Venus          | 3–6, 2–6                     |
| Перемога  | 17–20 | Жов 2020 | Cologne Турнір, Німеччина                              | 250 Series   | Тверде (i) | Бен Маклахлан    | Кевін Кравіц Андреас Міс                    | 6–2, 6–4                     |
| Перемога  | 18–20 | Лип 2021 | Washington Open, США (2)                               | 500 Series   | Тверде     | Бен Маклахлан    | Ніл Скупскі Michael Venus                   | 7–6(7–4), 6–4                |
| Поразка   | 18–21 | Лют 2022 | Open 13, Франція                                       | 250 Series   | Тверде (i) | Бен Маклахлан    | Денис Молчанов Андрій Рубльов               | 6–4, 5–7, [7–10]             |
| Поразка   | 18–22 | Лип 2022 | Hall of Fame Open, США                                 | 250 Series   | Трава      | Марсело Мело     | Вільям Блумберґ Steve Johnson               | 4–6, 5–7                     |
| Поразка   | 18–23 | Сер 2022 | Los Cabos Open, Мексика                                | 250 Series   | Тверде     | Марсело Мело     | Вільям Блумберґ Міомір Кецмановіч           | 0–6, 1–6                     |
| Перемога  | 19–23 | Жов 2022 | Hansol Korea Open Tennis Championships, Південна Корея | 250 Series   | Тверде     | Натаніел Ламмонс | Ніколас Баррієнтос Мігель Ангел Реєс-Варела | 6–1, 7–5                     |

## Виноски
1. 1 2  Association of Tennis Professionals website

| Тенісист | Це незавершена стаття про тенісиста чи тенісистку. Ви можете допомогти проєкту, виправивши або дописавши її. |